# Wildon
Wildon osztrák mezőváros Stájerország Leibnitzi járásában. 2017 januárjában 5312 lakosa volt. 

## Elhelyezkedése

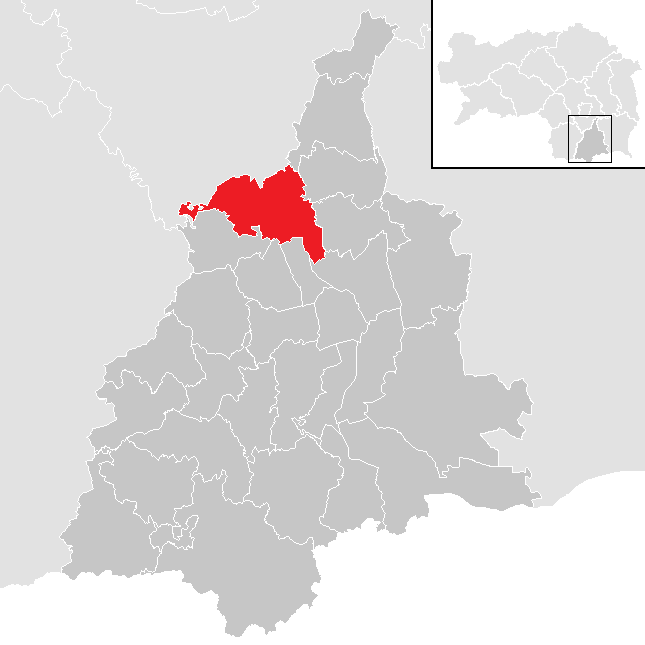
Wildon a Leibnitzi járásban

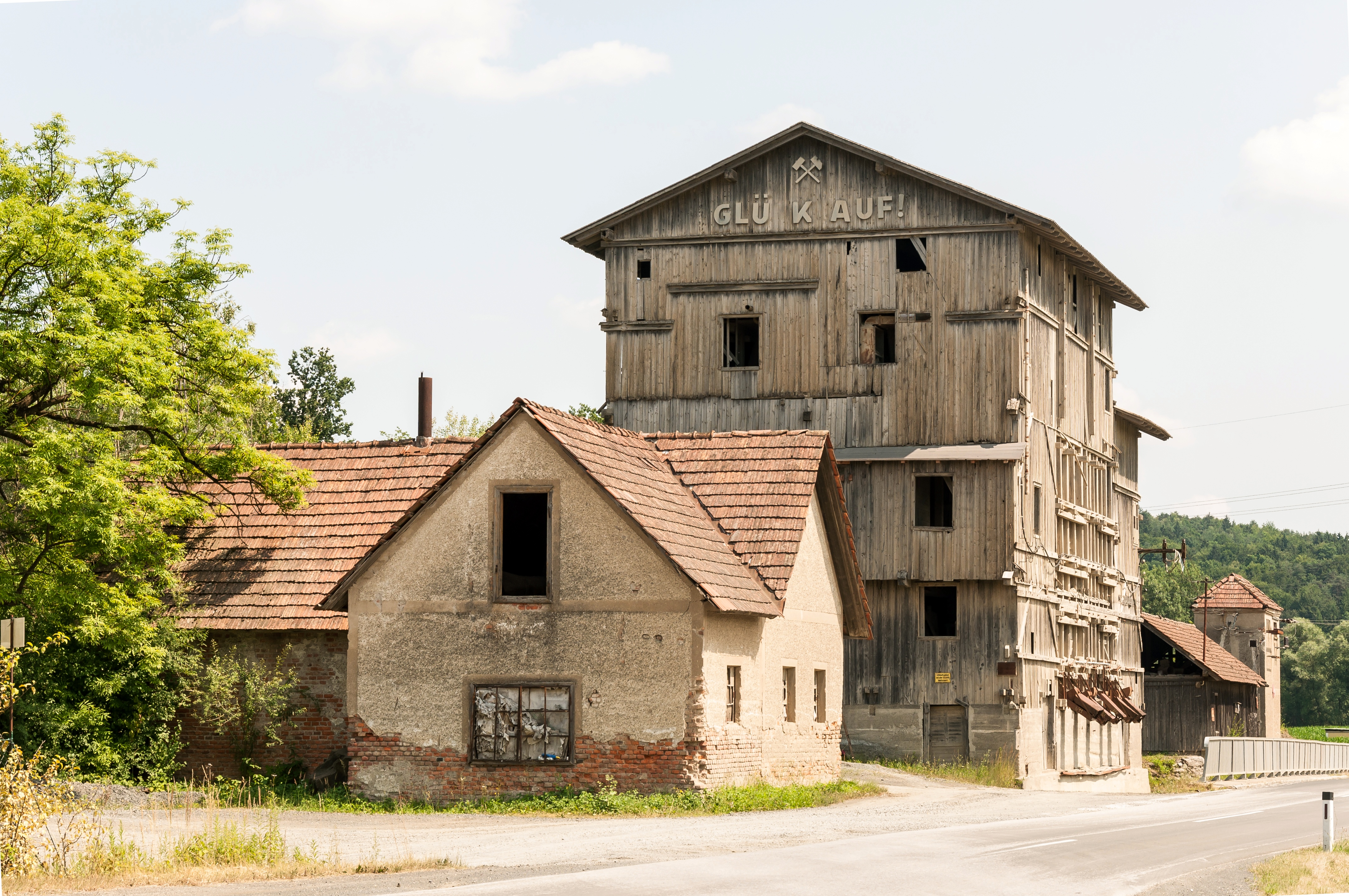
A weitendorfi bazaltőrlő

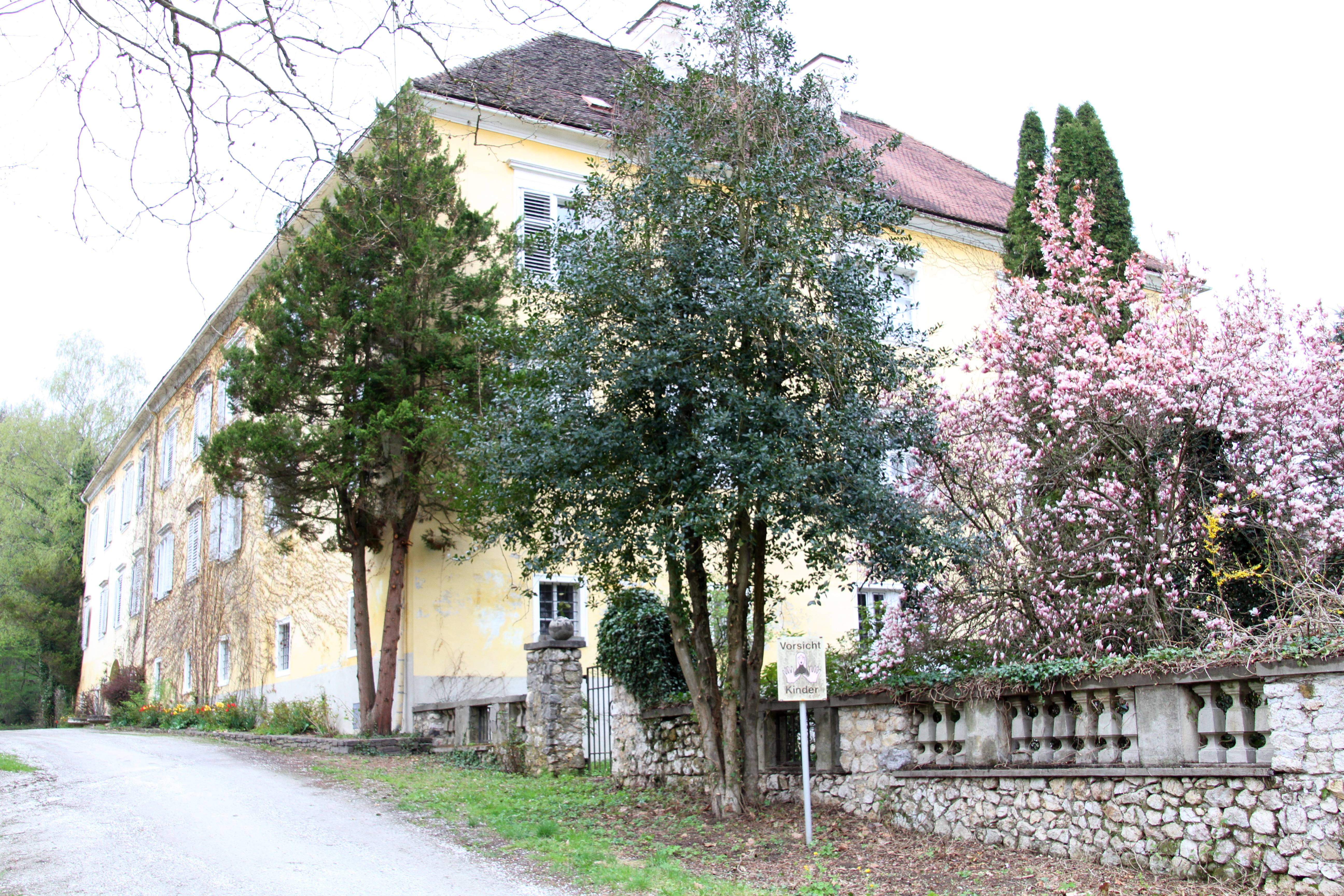
A Schwarzenegg-kastély

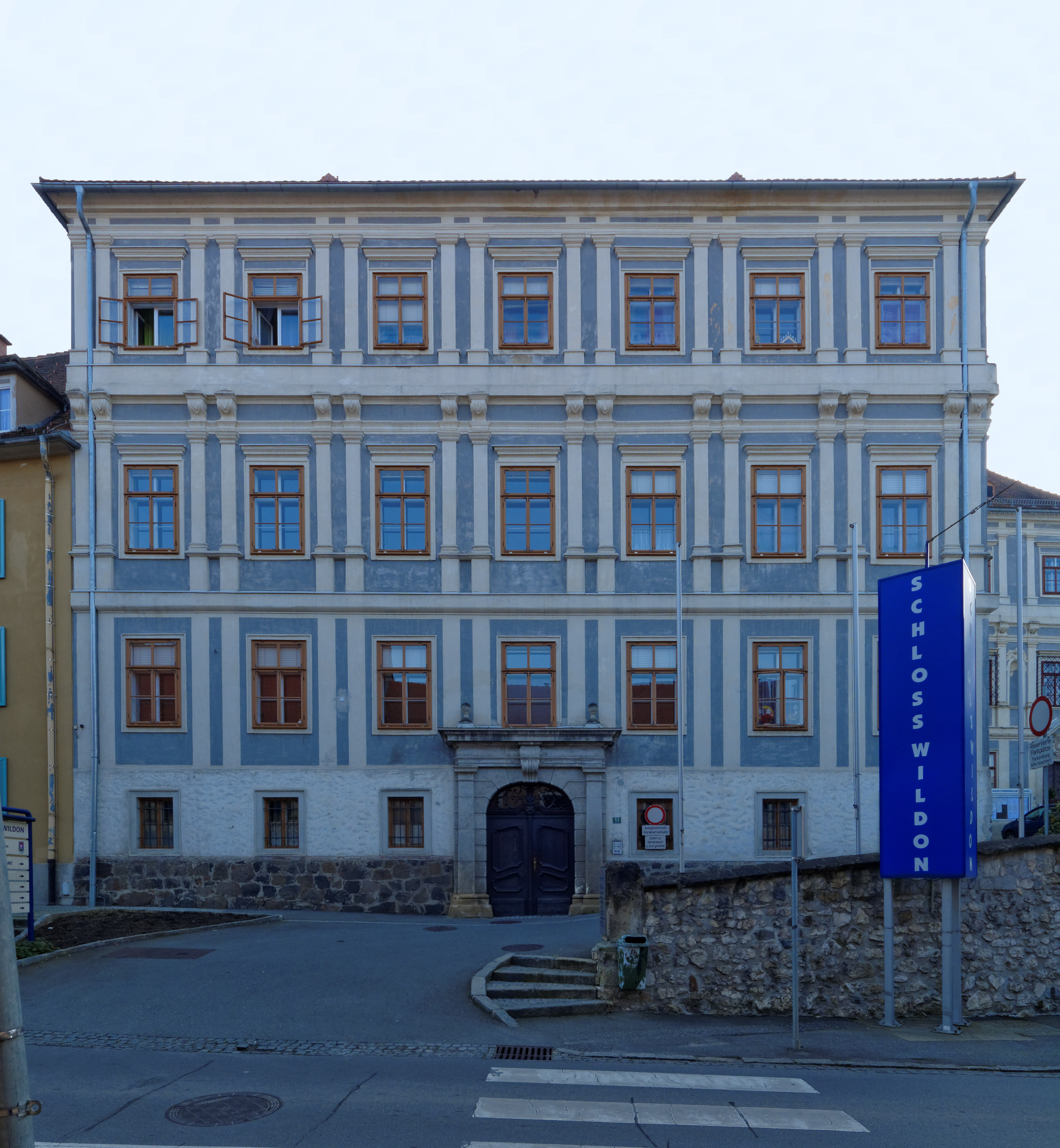
A volt kórház épülete

Wildon a tartomány déli részén fekszik a Nyugat-Stájerország régióban, az 550 m magas Buchkogel és a Leibnitzi-sík találkozásánál, ahol a Kainach folyó a Murába ömlik. Az önkormányzat 5 katasztrális községben (Kainach, Stocking, Sukdull, Weitendorf, Wildon) 9 települést egyesít: Afram (199 lakos), Aug (116), Kainach bei Wildon (197), Lichendorf (112), Neudorf ob Wildon (298), Stocking (311), Sukdull (429), Weitendorf (915), Wildon (2532).
A környező települések: északkeletre Heiligenkreuz am Waasen, keletre Allerheiligen bei Wildon és Sankt Georgen an der Stiefing, délkeletre Ragnitz, délre Lebring-Sankt Margarethen és Lang, délnyugatra Hengsberg, nyugatra Dobl-Zwaring, északnyugatra Wundschuh, északra Werndorf és Fernitz-Mellach. 

## Története
Az önkormányzat területén az első települések már az újkőkorban, i.e 4000 körül létrejöttek. A folyók találkozása és a jól védhető Buchkogel és a többi domb kedvező stratégiai helyszínt nyújtott. A Bocksbergen talált, Lasinj-kultúrához köthető sír mintegy 6 ezer éves, a legrégebbi egész Stájerországban. A mai főiskola mellett egy, az urnamezős kultúrához tartozó temetőt tártak fel.
A kora középkorban (1000 körül) a környező, Hengistnek nevezett régió volt a Muramenti (Karantán) őrgrófság hatalmi központja. Legfontosabb várának, Hengistburgnak pontos helye nem ismert, egyes feltételezések szerint a wildoni várhegyen lehetett. 1053-ban I. Konrád bajor herceg árulás miatt kegyvesztetté vált és I. András magyar királyhoz menekült. Ezután András, valamint III. Wulf karintiai herceg és II. Aribo bajor palotagróf támogatásával a Karantán őrgrófságra támadt, számos falut elpusztított és elfoglalta Hengistburg ("Hengistiburg") várát. A magyarok közben nagy károkat okoztak az erődben. 1160 körül a stájer őrgróf átköltözött Grazba és a vár ezután elvesztette jelentőségét.
Wildont először 1219-ben említik. Urai, a von Wildon család (egyik legismertebb korabeli képviselőjük a minnesangerként is tevékeny II. Herrand von Wildon) igen befolyásos és politikailag aktív volt. Színeik, a fehér-zöld és címerállatuk, a párduc ekkoriban váltották fel Stájerország korábbi fekete-fehér zászlaját. Wildon már a 13. század elején mezővárosi jogokat és városfalat kapott. 1292-ben innen indult el az I. Albert osztrák herceg ellen lázadó Landsberg-liga mozgalma. 180 évvel később egy újabb nemesi felkelés, a Baumkircher-lázadás is hatalmába kerítette a várost és a császári seregek egy évig tartották ostrom alatt, míg meg nem adta magát. Ezután hercegi uradalommá vált. 1624-ben az Eggenberg-család birtokába került.
1680-ban pestis dúlt a városban. A napóleoni háborúk során, 1796-1809 között francia csapatok szállták meg. A második világháború után előbb a szovjetek foglalták el, majd a brit megszállási zónához tartozott.
1955-ben Unterhaus községet Wildonhoz csatolták. A 2015-ös stájerországi közigazgatási reform során az addig önálló Weitendorfot és Stockingot is egyesítették a mezővárossal.

## Lakosság
A wildoni önkormányzat területén 2017 januárjában 5312 fő élt. A népesség 1869 óta (2202 fő) kisebb stagnálásokkal de növekszik. 2015-ben a helybeliek 89,2%-a volt osztrák állampolgár; a külföldiek közül 1,4% a régi (2004 előtti), 4,4% az új EU-tagállamokból érkezett. 1,3% a volt Jugoszlávia (Szlovénia és Horvátország nélkül) vagy Törökország, 3,7% egyéb országok polgára. 2001-ben 82% római katolikusnak, 3,3% evangélikusnak, 0,8% ortodox kereszténynek, 4% muszlimnak, 8,8% pedig felekezet nélkülinek vallotta magát. Ugyanekkor 5 magyar élt Wildonban.

## Látnivalók
- a kainachi Schwarzenegg-kastély

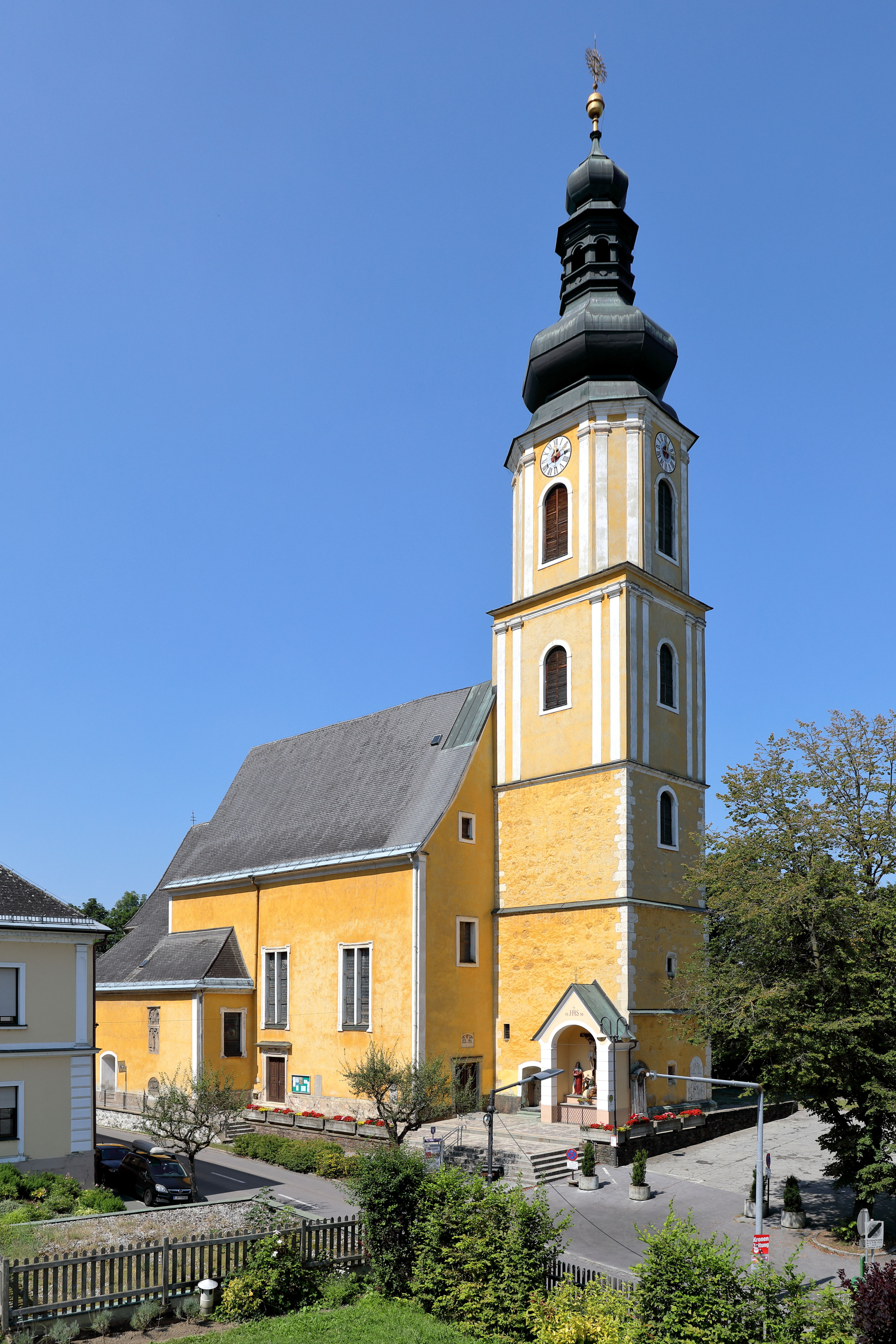
A Mária Magdolna-plébániatemplom

- az Alsókastély (Unteres Schloss), ma városháza
- a 17. századi régi városháza
- a wildoni Mária Magdolna-plébániatemplom mai formájában 1672-1676 között épült barokk stílusban a grazi Franz Isidor Carlone tervei alapján.
- az 1730-ban elkészült járásbírósági épület
- a wildoni régi kórház
- az 1682-es pestisoszlop
- Kainach kápolnája
- Weitendorf kápolnája
- a weitendorf régi bazaltőrlő
- az 1838-as postakocsi-mérföldkő Kainachban
- Stocking útszéli kápolnája
- az unterhausi Schlossberg-villa (ma iskola)

## Fordítás
- Ez a szócikk részben vagy egészben  a   Wildon című német Wikipédia-szócikk ezen változatának fordításán alapul.  Az eredeti cikk szerkesztőit annak laptörténete sorolja fel. Ez a jelzés csupán a megfogalmazás eredetét és a szerzői jogokat jelzi, nem szolgál a cikkben szereplő információk forrásmegjelöléseként.